# Liste der Bodendenkmale in Dahlen (Sachsen)
In der Liste der Bodendenkmale in Dahlen sind die Bodendenkmale der Stadt Dahlen und ihrer Ortsteile nach dem Stand der Auflistung von Klaus Kroitzsch und Harald Quietzsch aus dem Jahr 1984 aufgelistet. Eventuelle Änderungen und Ergänzungen, insbesondere aus der Zeit nach der Wende, sind nicht berücksichtigt, da für Sachsen aktuell keine neueren allgemein zugänglichen Bodendenkmallisten vorliegen. Die Baudenkmale sind in der Liste der Kulturdenkmale in Dahlen (Sachsen) aufgeführt.
| Denkmal-ID | Fundart             | Ortsteil     | Bezeichnung                                           | Zeitstellung | Lage | Bemerkungen | Bild |
| ---------- | ------------------- | ------------ | ----------------------------------------------------- | ------------ | --- | --- | ---- |
| ?          | Befestigung > Burg  | Börln        | Wasserburg                                            | Mittelalter  | südlicher Ortsrand, südlich des Guts, Lossaniederung | durch Schloss und Nebengebäude überbaut und verändert, wasserführender Graben im Osten, Süden und Westen erhalten, Schutz seit 1. Februar 1959                                   |      |
| ?          | Befestigung > Burg  | Kleinböhla   | Wasserburg „Abgott“, „Das Schlösschen“, „Tellerinsel“ | Mittelalter  | östlich des Orts, nordöstlich des Teichs | Rechteckbühl mit doppelter Graben- und Außenwallkonstruktion, Schutz seit 13. Dezember 1934, erneuert 1. Februar 1959                                                            |      |
| ?          | Grabmal > Grabhügel | Ochsensaal   | Gruppe von 32 Hügelgräbern                            | Bronzezeit   | westnordwestlich des Orts im Heinitz, Forstrevier Ochsensaal Abteilungen 9 und 15, beiderseits des A-Wegs, auf dem Gebiet der Gemarkungen Ochsensaal (5 Hügel) und Schildau (27 Hügel) | Hügel mit bis zu 30 m Durchmesser und bis zu 4,5 m Höhe, größtenteils gestört, Schutz seit 28. Januar 1936, erneuert 9. Dezember 1957                                            |      |
| ?          | Befestigung > Burg  | Ochsensaal   | Wasserburg „Altes Schloss“                            | Mittelalter  | südlich des Orts, Forstrevier Ochsensaal Abteilung 27, Biegung des Damms des Krummen Teichs                                                                                            | Rechteckbühl, Graben im Norden, Westen und Süden erhalten, Außenwall evtl. in den Damm einbezogen, Schutz seit 10. Februar 1936, erneuert 1. Februar 1959                        |      |
| ?          | unbekannt           | Ochsensaal   | Erdwerk unbekannter Funktion                          | undatiert    | südlich des Orts, Forstrevier Ochsensaal Abteilung 25, ostsüdöstlich des Krummen Teichs, östlich von Schneise 8                                                                        | rechteckiger Hügel mit umlaufendem Graben, Schutz seit 17. November 1959 |      |
| ?          | Siedlung            | Schmannewitz | Ortswüstung mit Kirche „Kirchberg“                    | Mittelalter  | ostnordöstlich des Orts in der Dahlener Heide, Hospitalwald, Forstrevier Dahlen Abteilung 15, nordwestlich der Hospitalhütte                                                           | Fundamentreste und Erdhügel von einer Kirche auf dem Kirchhügel, zugehörige Wüstung nördlich und westlich hiervon am Bach, Schutz seit 12. Januar 1937, erneuert 1. Februar 1959 |      |
| ?          | Grabmal > Grabhügel | Schmannewitz | Gruppe von 4 Hügelgräbern                             | Bronzezeit   | nordöstlich des Orts in der Dahlener Heide, Forstrevier Dahlen Abteilung 9, Höhenrücken nordöstlich von Schneise 5                                                                     | Hügel mit bis zu 25 m Durchmesser und bis zu 1,7 m Höhe, Schutz seit 1. Februar 1959                                                                                             |      |
| ?          | Grabmal > Grabhügel | Schmannewitz | Hügelgrab                                             | Bronzezeit   | nordöstlich des Orts in der Dahlener Heide, Forstrevier Dahlen Abteilung 2, östlich des Wegs nach Taura                                                                                | Hügel mit 30 m Durchmesser und 2 m Höhe, gestört, Schutz seit 1. Februar 1959 |      |
| ?          | Grabmal > Grabhügel | Schmannewitz | Gruppe von 5 Hügelgräbern                             | Bronzezeit   | nordnordöstlich des Orts in der Dahlener Heide, Forstrevier Schmannewitz Abteilung 58, Höhenzug südöstlich des A-Wegs und südwestlich der Schneise 12                                  | ein Hügel besonders groß, zwei Hügel zentral gekesselt, Schutz seit 1. Februar 1959                                                                                              |      |
| ?          | Grabmal > Grabhügel | Schmannewitz | vermutetes Hügelgrab                                  | Bronzezeit?  | nordöstlich des Orts in der Dahlener Heide, Forstrevier Dahlen Abteilung 6, Höhenrücken nordöstlich von Schneise 10                                                                    | Schutz seit 1. Februar 1959 |      |
| ?          | Befestigung > Burg  | Zissen       | Wehranlage „Burgberg“                                 | Slawenzeit   | östlich von Zissen und nordöstlich von Dahlen, nördliches Hochufer der Dahle | ovaler Ringwall in Höhenlage, nur teilweise erhalten, Schutz seit 11. Dezember 1938, erneuert 1. Februar 1959                                                                    |      |